# La Riera (Tarragona)
La Riera (oficialmente y en catalán La Riera de Gaià) es un municipio de la comarca catalana del Tarragonés, España. Según datos del INE 2016, cuenta con una población de 1694 habitantes.

## Historia
Se tienen pocos datos sobre la historia de la localidad. Formaron parte del mismo diversas cuadras hasta que la despoblación de los siglos XIV y XV llevó a los habitantes a concentrarse en el núcleo de La Riera. En 1769 se fusionó con Virgili para formar un único municipio.
Los habitantes destacaron por su defensa del carlismo durante la primera guerra carlista.

## Símbolos
El escudo de La Riera se define por el siguiente blasón:
«Escudo losanjado: de oro, un dragón de sinople lampasado de gules acompañado en la punta de una faja ondada de argén fileteado de azur. Por timbre una corona mural de pueblo.»
Fue aprobado el 23 de noviembre de 1995. El dragón es el atributo de Santa Margarita, patrona del pueblo. Debajo hay la representación del río Gayá, señal parlante referente al nombre de la localidad.

## Geografía humana

### Demografía
Cuenta con una población de 1807 habitantes (INE 2024).
| Gráfica de evolución demográfica de La Riera de Gaià entre 1842 y 2021 |
| |
| Población de derecho según los censos de población del INE Población de hecho según los censos de población del INEEn estos censos se denominaba La Riera: 1842, 1857, 1860, 1877, 1887, 1897, 1900, 1910, 1920, 1930, 1940, 1950, 1960, 1970 y 1981 Entre el censo de 1857 y el anterior, crece el término del municipio porque incorpora a 435005 (Ardenya) |

### Economía
Tradicionalmente, la principal actividad económica ha sido la agricultura. Aunque ha perdido importancia, sigue siendo una destacada fuente de ingresos del municipio. Los cultivos más importantes son los avellanos, los algarrobos y los olivos. 

## Cultura
La iglesia parroquial está dedicada a Santa Margarita. Su construcción se inició en 1788 y es de estilo barroco.

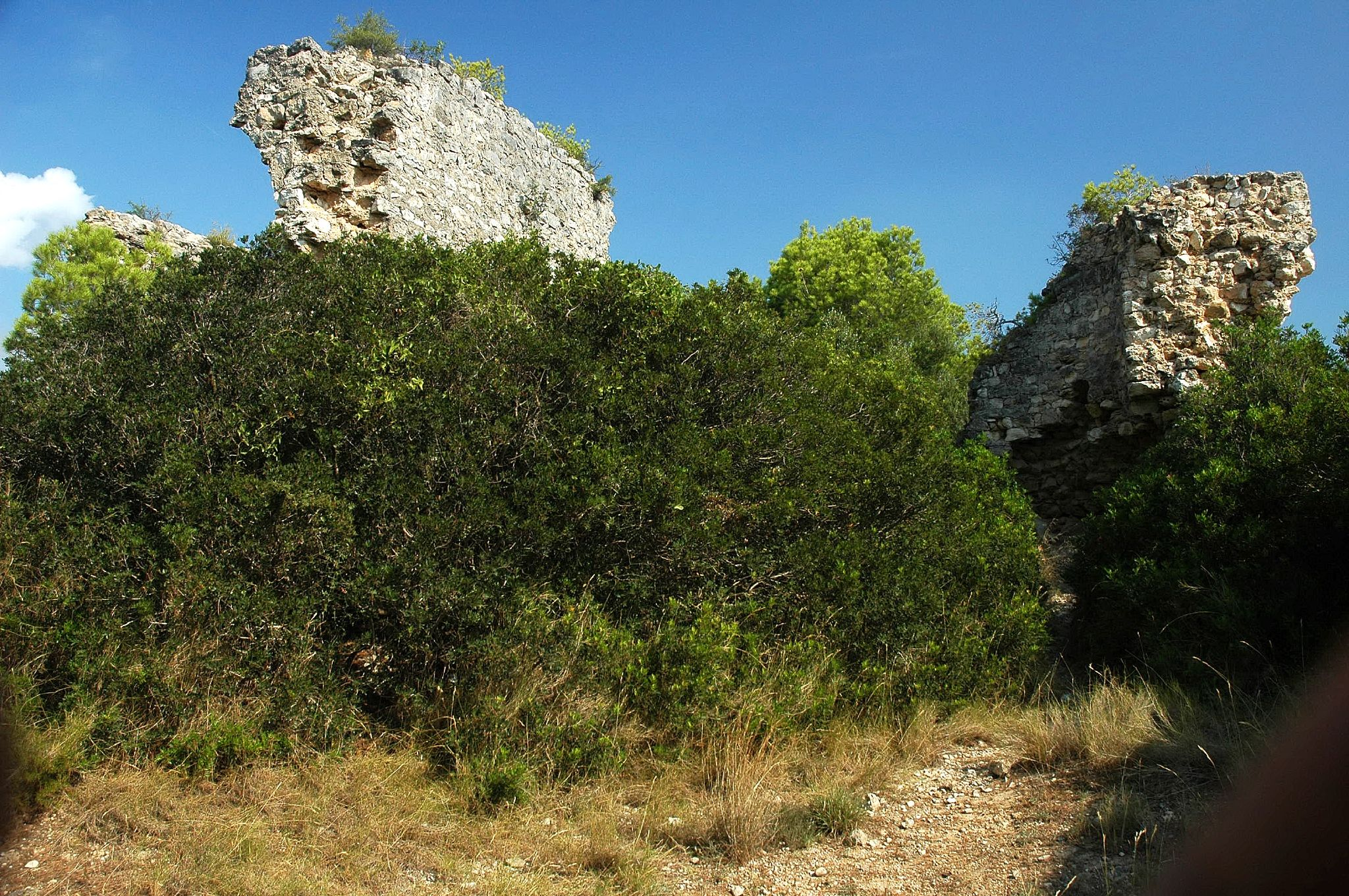
Ruinas del castillo de Santa Margarita

El castillo de Santa Margarita, conocido también como el Castellot, es una antigua fortaleza que perteneció a los señores de Montoliu y que aparece citada ya en 1118. El edificio quedó muy deteriorado durante la Guerra de la Independencia española aunque todavía son visibles fragmentos del muro. También puede verse restos de una torre circular que se encontraba en el centro del castillo.
En el antiguo núcleo de Vespella se pueden ver los restos de una torre medieval conocida como la torre de la Vella. La torre fue construida como defensa y vigía del pueblo. Tiene un diámetro interior de 2,20 metros y el muro es de un grosor de 1,20 metros.
La Riera celebra su fiesta mayor en el mes de julio, coincidiendo con la festividad de Santa Margarita. Otra festividad destacada tiene lugar el 14 de septiembre, festividad de la Santa Cruz. El origen de esta celebración se encuentra en un antiguo voto realizado por los habitantes para que se les salvara de una epidemia que asoló el pueblo en 1809. Para recordar esa fecha, la Santa Cruz sale en procesión todos los años.